# Squalus montalbani
Squalus montalbani es una especie de elasmobranquio escualiforme de la familia Squalidae.